# 狱神庙
狱神庙，指《红楼梦》脂批版批注中所暗示的，该书已散佚的八十回后内容中一个重要情节的发生地点。也有人认为应为嶽（岳）神庙。

## 批注内容

### 第二十回
庚辰本眉批：茜雪至“狱神庙”方呈正文。袭人正文标目曰“花袭人有始有终”，余只见有一次誊清时，与“狱神庙慰宝玉”等五六稿，被借阅者迷失，叹叹！丁亥夏。畸笏叟。

### 第二十六回
甲戌本、庚辰本眉批：“狱神庙”红玉、茜雪一大回文字惜迷失无稿。

### 第二十七回
甲戌本侧批：且系本心本意，“狱神庙”回内方见。
庚辰本眉批：此系未见“抄没”、“狱神庙”诸事，故有是批。

### 第四十二回
靖藏本眉批：应了这话由好批书人焉能不心伤狱庙相逢之日始知遇难成祥逢凶化吉实伏线于千里哀哉伤哉……

## 考证
对于狱神庙所指的具体内容，各家说法不一。

### 监狱
以吴世昌为代表的研究者认为，狱神庙位于监狱之中，供奉的狱神原为皋陶，后世改为萧何，因此也叫萧王殿。狱神庙指代的就是监狱，因此《红楼梦》散佚的情节可能包括贾宝玉入狱等。刘心武等人也持相同看法。

### 待审处
胡晨、周岭等人认为，狱神庙并不等同于监狱，其位置也并不在监狱之中，而只是案件的相关人员收押待审的一个临时性的住所。不过此说法也同意《红楼梦》的后续故事应该包括贾宝玉等人涉案待审。

### 庙宇名
持此观点的人认为狱神庙与监狱并无关系，只是一座普通的庙。或者是第八十回中出现的“天齐庙”的别名。

### 岳神庙之讹
也有人认为“狱”字原本是“嶽”字，因为抄手未留意二字形似误抄而讹传。在此基础上考证狱神庙可能是“岳庙”、“东岳庙”等。